# Trello
Trello és un programari d'administració de projectes amb interfície web, client per a iOS i android per organitzar projectes.
Va sorgir el 2010 com un projecte de Federico Stella. L'any 2011 va sortir la primera versió com una aplicació web i client per iPhone. El 2012 es va llançar la versió per android. I el 2014 es va crear Trello Inc., que es va separar de Fog. El 9 de gener de 2017 va ser venut a Atlassian per 425 milions de dòlars.
Fa servir el sistema kanban per al registre d'activitats amb targetes virtuals de manera que organitza tasques, permet afegir-hi llistes, adjuntar arxius, etiquetar esdeveniments, afegir-hi comentaris i compartir taulers. Està disponible en 21 idiomes, que no inclouen el català, amb interfície web, clients per a iOS i Android.